# BAFTA (премия, 2019)
72-я церемония вручения наград премии BAFTA за заслуги в области британского и международного кинематографа за 2018 год состоялась 10 февраля 2019 года в концертном зале Альберт-холл в Лондоне. Ведущей церемонии второй год подряд выступила актриса Джоанна Ламли. Номинанты были объявлены 9 января 2019 года.
Лидером по числу наград в этом году стала историческая лента Йоргоса Лантимоса «Фаворитка», взявшая семь призов из 12 номинаций, включая награды за лучший британский фильм, главную женскую роль (Оливия Колман), женскую роль второго плана (Рэйчел Вайс) и лучший оригинальный сценарий. Чёрно-белая мексиканская драма Альфонсо Куарона «Рома», представленная на церемонии в семи номинациях, была отмечена четырьмя наградами. Альфонсо Куарон лично выдвигался в шести номинациях и забрал все 4 награды, доставшиеся фильму: за лучший неанглоязычный фильм, лучший фильм года, был признан лучшим режиссёром и кинооператором. Награды за лучшую мужскую роль был удостоен Рами Малек, воплотивший образ Фредди Меркьюри в музыкальном байопике «Богемская рапсодия».

## Список лауреатов и номинантов
Количество наград/номинаций:
- 7/12: «Фаворитка»
- 4/7: «Рома»
- 2/7: «Богемская рапсодия»
- 1/7: «Звезда родилась»
- 1/6: «Власть»
- 1/5: «Чёрный клановец»
- 1/4: «Зелёная книга»
- 1/2: «Зверь»
- 1/1: «Человек-паук: Через вселенные» / «Чёрная пантера» / «Фри-соло» / «73 коровы» / «Roughhouse»
- 0/7: «Человек на Луне»
- 0/4: «Холодная война»
- 0/3: «Стэн и Олли» / «Сможете ли вы меня простить?» / «Две королевы» / «Мэри Поппинс возвращается»
- 0/2: «Маккуин» / «Остров собак» / «Если Бил-стрит могла бы заговорить» / «Фантастические твари: Преступления Грин-де-Вальда»

| Победители выделены отдельным цветом. |

### Основные категории
| Категории                                | Лауреаты и номинанты |
| ---------------------------------------- | --- |
| Лучший фильм                             | • Рома / Roma (Альфонсо Куарон, Габриела Родригес)                                                                        |
| Лучший фильм                             | • Чёрный клановец / BlacKkKlansman (Джейсон Блум, Спайк Ли, Рэймонд Мэнсфилд, Шон Маккиттрик, Джордан Пил)                |
| Лучший фильм                             | • Фаворитка / The Favourite (Сеси Демпси, Эд Гини, Йоргос Лантимос, Ли Магидэй)                                           |
| Лучший фильм                             | • Зелёная книга / Green Book (Джим Бёрк, Брайан Карри, Питер Фаррелли, Ник Валлелонга, Чарльз Б. Весслер)                 |
| Лучший фильм                             | • Звезда родилась / A Star Is Born (Брэдли Купер, Билл Гербер, Линетт Хауэлл Тейлор)                                      |
| Лучший британский фильм                  | • Фаворитка / The Favourite (Йоргос Лантимос, Сеси Демпси, Эд Гини, Ли Магидэй, Дебора Дэвис, Тони Макнамара)             |
| Лучший британский фильм                  | • Зверь / Beast (Майкл Пирс, Кристиан Броди, Лорен Дарк, Ивана Маккиннон)                                                 |
| Лучший британский фильм                  | • Богемская рапсодия / Bohemian Rhapsody (Брайан Сингер, Грэм Кинг, Энтони Маккартен)                                     |
| Лучший британский фильм                  | • Маккуин / McQueen (Айан Бонхот, Питер Эттедги, Энди Райдер, Ник Тоссиг)                                                 |
| Лучший британский фильм                  | • Стэн и Олли / Stan & Ollie (Джон С. Бейрд, Фэй Уорд, Джефф Поуп)                                                        |
| Лучший британский фильм                  | • Тебя никогда здесь не было / You Were Never Really Here (Линн Рэмси, Роза Аттаб, Паскаль Кошето, Джеймс Уилсон)         |
| Лучший неанглоязычный фильм              | • Рома / Roma (Альфонсо Куарон, Габриела Родригес)                                                                        |
| Лучший неанглоязычный фильм              | • Капернаум / کفرناحوم / Capharnaüm (Надин Лабаки, Халед Музанар)                                                         |
| Лучший неанглоязычный фильм              | • Холодная война / Zimna wojna (Павел Павликовский, Таня Сегачян, Эва Пушчинска)                                          |
| Лучший неанглоязычный фильм              | • Догмэн / Dogman (Маттео Гарроне)                                                                                        |
| Лучший неанглоязычный фильм              | • Магазинные воришки / 万引き家族 (Хирокадзу Корээда, Каору Мацудзаки)                                                    |
| Лучшая режиссёрская работа               | • Альфонсо Куарон — «Рома»                                                                                                |
| Лучшая режиссёрская работа               | • Спайк Ли — «Чёрный клановец»                                                                                            |
| Лучшая режиссёрская работа               | • Павел Павликовский — «Холодная война»                                                                                   |
| Лучшая режиссёрская работа               | • Йоргос Лантимос — «Фаворитка»                                                                                           |
| Лучшая режиссёрская работа               | • Брэдли Купер — «Звезда родилась»                                                                                        |
| Лучший актёр                             | • Рами Малек — «Богемская рапсодия» (за роль Фредди Меркьюри)                                                             |
| Лучший актёр                             | • Брэдли Купер — «Звезда родилась» (за роль Джексона Мэйна)                                                               |
| Лучший актёр                             | • Кристиан Бейл — «Власть» (за роль Дика Чейни)                                                                           |
| Лучший актёр                             | • Стив Куган — «Стэн и Олли» (за роль Стэна Лорела)                                                                       |
| Лучший актёр                             | • Вигго Мортенсен — «Зелёная книга» (за роль Тони Липа)                                                                   |
| Лучшая актриса                           | • Оливия Колман — «Фаворитка» (за роль королевы Анны)                                                                     |
| Лучшая актриса                           | • Гленн Клоуз — «Жена» (за роль Джоан Каслман)                                                                            |
| Лучшая актриса                           | • Леди Гага — «Звезда родилась» (за роль Элли)                                                                            |
| Лучшая актриса                           | • Мелисса Маккарти — «Сможете ли вы меня простить?» (за роль Ли Израэль)                                                  |
| Лучшая актриса                           | • Виола Дэвис — «Вдовы» (за роль Вероники Роулингс)                                                                       |
| Лучший актёр второго плана               | • Махершала Али — «Зелёная книга» (за роль Дона Ширли)                                                                    |
| Лучший актёр второго плана               | • Адам Драйвер — «Чёрный клановец» (за роль Флипа Циммермана)                                                             |
| Лучший актёр второго плана               | • Ричард Э. Грант — «Сможете ли вы меня простить?» (за роль Джека Хока)                                                   |
| Лучший актёр второго плана               | • Сэм Рокуэлл — «Власть» (за роль Джорджа Уокера Буша)                                                                    |
| Лучший актёр второго плана               | • Тимоти Шаламе — «Красивый мальчик» (за роль Ника Шеффа)                                                                 |
| Лучшая актриса второго плана             | • Рэйчел Вайс — «Фаворитка» (за роль леди Сары)                                                                           |
| Лучшая актриса второго плана             | • Эми Адамс — «Власть» (за роль Линн Чейни)                                                                               |
| Лучшая актриса второго плана             | • Клэр Фой — «Человек на Луне» (за роль Дженет Армстронг)                                                                 |
| Лучшая актриса второго плана             | • Эмма Стоун — «Фаворитка» (за роль Эбигейл Машэм)                                                                        |
| Лучшая актриса второго плана             | • Марго Робби — «Две королевы» (за роль королевы Елизаветы I)                                                             |
| Лучший анимационный полнометражный фильм | • Человек-паук: Через вселенные / Spider-Man: Into the Spider-Verse (Боб Персичетти, Питер Рэмси, Родни Ротман, Фил Лорд) |
| Лучший анимационный полнометражный фильм | • Суперсемейка 2 / Incredibles 2 (Брэд Бёрд, Джон Уокер)                                                                  |
| Лучший анимационный полнометражный фильм | • Остров собак / Isle of Dogs (Уэс Андерсон, Джереми Доусон)                                                              |
| Лучший оригинальный сценарий             | • Дебора Дэвис, Тони Макнамара — «Фаворитка»                                                                              |
| Лучший оригинальный сценарий             | • Януш Гловацкий, Павел Павликовский — «Холодная война»                                                                   |
| Лучший оригинальный сценарий             | • Брайан Карри, Питер Фаррелли, Ник Валлелонга — «Зелёная книга»                                                          |
| Лучший оригинальный сценарий             | • Альфонсо Куарон — «Рома»                                                                                                |
| Лучший оригинальный сценарий             | • Адам Маккей — «Власть»                                                                                                  |
| Лучший адаптированный сценарий           | • Спайк Ли, Дэвид Рабинович, Чарли Вачтел, Кевин Уиллмотт — «Чёрный клановец»                                             |
| Лучший адаптированный сценарий           | • Николь Холофсенер, Джефф Уитти — «Сможете ли вы меня простить?»                                                         |
| Лучший адаптированный сценарий           | • Джош Сингер — «Человек на Луне»                                                                                         |
| Лучший адаптированный сценарий           | • Барри Дженкинс — «Если Бил-стрит могла бы заговорить»                                                                   |
| Лучший адаптированный сценарий           | • Брэдли Купер, Уилл Феттерс, Эрик Рот — «Звезда родилась»                                                                |

### Другие категории
| Категории                                                    | Лауреаты и номинанты                                                                                      |
| ------------------------------------------------------------ | --- |
| Лучшая музыка к фильму                                       | • «Звезда родилась» — Брэдли Купер, Леди Гага, Лукас Нельсон                                              |
| Лучшая музыка к фильму                                       | • «Чёрный клановец» — Теренс Бланшар                                                                      |
| Лучшая музыка к фильму                                       | • «Если Бил-стрит могла бы заговорить» — Николас Брителл                                                  |
| Лучшая музыка к фильму                                       | • «Остров собак» — Александр Деспла                                                                       |
| Лучшая музыка к фильму                                       | • «Мэри Поппинс возвращается» — Марк Шейман                                                               |
| Лучшая операторская работа                                   | • «Рома» — Альфонсо Куарон                                                                                |
| Лучшая операторская работа                                   | • «Богемская рапсодия» — Ньютон Томас Сигел                                                               |
| Лучшая операторская работа                                   | • «Холодная война» — Лукаш Жал                                                                            |
| Лучшая операторская работа                                   | • «Фаворитка» — Робби Райан                                                                               |
| Лучшая операторская работа                                   | • «Человек на Луне» — Линус Сандгрен                                                                      |
| Лучшие визуальные эффекты                                    | • «Чёрная пантера» — Джеффри Бауманн, Джесси Джеймс Чишолм, Крейг Хаммак, Дэн Судик                       |
| Лучшие визуальные эффекты                                    | • «Мстители: Война бесконечности» — Ден Делию, Рассел Эрл, Келли Порт, Дэн Судик                          |
| Лучшие визуальные эффекты                                    | • «Фантастические твари: Преступления Грин-де-Вальда» — Тим Бёрк, Энди Кинд, Кристиан Манц, Дэвид Уоткинс |
| Лучшие визуальные эффекты                                    | • «Человек на Луне» — Иэн Хантер, Пол Ламберт, Тристан Майлз, Джей Ди Швалм                               |
| Лучшие визуальные эффекты                                    | • «Первому игроку приготовиться» — Мэттью Батлер, Грэди Кофер, Роджер Гайетт, Дэйвид Ширк                 |
| Лучший грим и причёски                                       | • «Фаворитка» — Надия Стейси                                                                              |
| Лучший грим и причёски                                       | • «Богемская рапсодия» — Марк Кулир, Жан Сьюэлл                                                           |
| Лучший грим и причёски                                       | • «Две королевы» — Дженни Ширкор                                                                          |
| Лучший грим и причёски                                       | • «Стэн и Олли» — Марк Кулир, Джереми Вудхед, Джош Уэстон                                                 |
| Лучший грим и причёски                                       | • «Власть» — Кейт Биско, Грег Кэнном, Патриция Дехани, Крис Галлахер                                      |
| Лучшая работа художника-постановщика                         | • «Фаворитка» — Фиона Кромби, Элис Фелтон                                                                 |
| Лучшая работа художника-постановщика                         | • «Фантастические твари: Преступления Грин-де-Вальда» — Стюарт Крэйг, Анна Пиннок                         |
| Лучшая работа художника-постановщика                         | • «Человек на Луне» — Нэйтан Краули, Кэти Лукас                                                           |
| Лучшая работа художника-постановщика                         | • «Мэри Поппинс возвращается» — Джон Мир, Гордон Сим                                                      |
| Лучшая работа художника-постановщика                         | • «Рома» — Эухенио Кабальеро, Барбара Энрикес                                                             |
| Лучший дизайн костюмов                                       | • «Фаворитка» — Сэнди Пауэлл                                                                              |
| Лучший дизайн костюмов                                       | • «Баллада Бастера Скраггса» — Мэри Зофрис                                                                |
| Лучший дизайн костюмов                                       | • «Богемская рапсодия» — Джулиан Дэй                                                                      |
| Лучший дизайн костюмов                                       | • «Мэри Поппинс возвращается» — Сэнди Пауэлл                                                              |
| Лучший дизайн костюмов                                       | • «Две королевы» — Александра Бирн                                                                        |
| Лучший монтаж                                                | • «Власть» — Хэнк Коруин                                                                                  |
| Лучший монтаж                                                | • «Богемская рапсодия» — Джон Оттман                                                                      |
| Лучший монтаж                                                | • «Фаворитка» — Йоргос Мавропсаридис                                                                      |
| Лучший монтаж                                                | • «Человек на Луне» — Том Кросс                                                                           |
| Лучший монтаж                                                | • «Рома» — Альфонсо Куарон, Адам Гоф                                                                      |
| Лучший звук                                                  | • «Богемская рапсодия» — Джон Казали, Тим Кавагин, Нина Хартстоун, Пол Месси, Джон Уорхерст               |
| Лучший звук                                                  | • «Человек на Луне» — Мэри Х. Эллис, Милдред Айатру Морган, Ай-Линг Ли, Фрэнк А. Монтаньо, Джон Тейлор    |
| Лучший звук                                                  | • «Миссия невыполнима: Последствия» — Гилберт Лейк, Джеймс Х. Мазер, Крис Манро, Майк Прествуд Смит       |
| Лучший звук                                                  | • «Тихое место» — Эрик Аадаль, Майкл Бароски, Брэндон Проктор, Итан Ван дер Рин                           |
| Лучший звук                                                  | • «Звезда родилась» — Стивен Морроу, Алан Роберт Мюррей, Джейсон Рудер, Том Озанич, Дин Зупанчич          |
| Лучший документальный фильм                                  | • Фри-соло / Free Solo (Элизабет Чай Васархели, Джимми Чин, Шеннон Дилл, Эван Хейс)                       |
| Лучший документальный фильм                                  | • Маккуин / McQueen (Айан Бонхот, Питер Эттедги)                                                          |
| Лучший документальный фильм                                  | • RBG (Джули Коэн, Бетси Уэст)                                                                            |
| Лучший документальный фильм                                  | • Они никогда не станут старше / They Shall Not Grow Old (Питер Джексон, Клэр Олссен)                     |
| Лучший документальный фильм                                  | • Три одинаковых незнакомца / Three Identical Strangers (Тим Уордл, Грейс Хьюз-Халлетт, Бекки Рид)        |
| Лучший короткометражный фильм                                | • 73 коровы / 73 Cows (Алекс Локвуд)                                                                      |
| Лучший короткометражный фильм                                | • Bachelor, 38 (Анджела Кларк)                                                                            |
| Лучший короткометражный фильм                                | • The Blue Door (Бен Кларк, Меган Пью, Пол Тейлор)                                                        |
| Лучший короткометражный фильм                                | • Поле / The Field (Сандхия Сури, Тома Бидеген, Бальтазар де Ганай)                                       |
| Лучший короткометражный фильм                                | • Wale (Барнаби Блэкбёрн, Софи Александер, Кэтрин Слэйтер, Эдвард Спелирс)                                |
| Лучший анимационный короткометражный фильм                   | • Roughhouse (Джонатан Ходжсон, Ричард Ван Ден Бум)                                                       |
| Лучший анимационный короткометражный фильм                   | • I’m OK (Элизабет Хоббс, Эбигейл Эддисон, Елена Попович)                                                 |
| Лучший анимационный короткометражный фильм                   | • Marfa (Грег Маклауд, Майлз Маклауд)                                                                     |
| Лучший дебют британского сценариста, режиссёра или продюсера | • Майкл Пирс (сценарист, режиссёр), Лорен Дарк (продюсер) — «Зверь»                                       |
| Лучший дебют британского сценариста, режиссёра или продюсера | • Дэниел Кокотаджило (сценарист, режиссёр) — «Отступничество» (Apostasy)                                  |
| Лучший дебют британского сценариста, режиссёра или продюсера | • Крис Келли (сценарист, режиссёр, продюсер) — «Камбоджийская весна» (док.) (A Cambodian Spring)          |
| Лучший дебют британского сценариста, режиссёра или продюсера | • Линн Уэлэм (сценарист, режиссёр), Софи Харман (продюсер) — «Пили» (англ.)                               |
| Лучший дебют британского сценариста, режиссёра или продюсера | • Ричард Биллингэм (сценарист, режиссёр), Джаки Дэвис (продюсер) — «Рэй и Лиз» (Ray & Liz)                |
| Восходящая звезда                                            | • Летиша Райт                                                                                             |
| Восходящая звезда                                            | • Барри Кеоган                                                                                            |
| Восходящая звезда                                            | • Синтия Эриво                                                                                            |
| Восходящая звезда                                            | • Джесси Бакли                                                                                            |
| Восходящая звезда                                            | • Лакит Стэнфилд                                                                                          |

## Специальные награды

### BAFTA Academy Fellowship Award
- Тельма Скунмейкер

### Премия BAFTA за выдающийся британский вклад в кинематограф
- Элизабет Карлсен и Стивен Вулли